# Осберн, Карл
Карл Таунсенд О́сберн (англ. Carl Townsend Osburn, 5 мая 1884 — 28 декабря 1966) — американский моряк, стрелок, пятикратный олимпийский чемпион.
Карл Осберн родился в 1884 году в местечке Джексонтаун, штат Огайо. В 1907 году окончил Военно-морскую академию, с 1906 по 1908 годы служил мичманом на USS Rhode Island. В 1908—1909 годах служил на канонерке USS Castine, за операции в районе Кубы в 1908 году получил Cuban Pacification Medal. В 1909, став энсином, был переведён на USS Mississippi. В феврале 1912 года стал лейтенантом. Летом 1912 года на Олимпийских играх в Стокгольме Карл Осберн стал чемпионом в командном первенстве по стрельбе из армейской винтовки, завоевал серебряную медаль в стрельбе из армейской винтовки с трёх позиций на дистанции 300 м, стрельбе из армейской винтовки на дистанции 600 м, и бронзовую — в командном первенстве по стрельбе из малокалиберной винтовки на дистанции 50 м.
Осенью 1912 года Карл Осберн получил назначение на крейсер USS Des Moines. С сентября 1913 по апрель 1915 он служил в Военно-морской академии, а в 1915, став лейтенантом, получил назначение на президентскую яхту USS Mayflower. В 1919 году Осберн стал лейтенант-коммандером и получил под начало USS Schenck, а в 1921 был переведён на USS Relief. В 1920 году на Олимпийских играх в Антверпене он стал чемпионом в стрельбе из армейской винтовки стоя на дистанции 300 м, в командном первенстве в стрельбе из армейской винтовки из трёх положений на дистанции 300 м, в командном первенстве в стрельбе из армейской винтовки лёжа на дистанциях в 300 и 600 м, завоевал серебряную медаль в стрельбе из армейской винтовки стоя с дистанции 300 м, и бронзовую — в командном первенстве в стрельбе одиночными выстрелами по «бегущему оленю». В 1922—1925 году Карл Осберн был военно-морским инспектором при Bausch & Lomb Optical Company. В 1924 году на Олимпийских играх в Париже он завоевал серебряную медаль в стрельбе из винтовки с дистанции 600 м.
В 1925—1927 Карл Осберн командовал USS Dallas. В 1933 году он получил звание капитана, в 1934—1936 был командиром USS Henderson. С 1936 — на административной работе в 12-м военно-морском районе.
В 1994 году Карл Осберн был включён в Зал славы стрелкового спорта США, войдя в число девяти лучших стрелков в истории страны.